# 軽井沢銀山
軽井沢銀山（かるいざわぎんざん）は、かつて福島県河沼郡柳津町軽井沢にあった銀山（現在は閉山）である。

## 概要
戦国時代後期から明治時代中期にかけて採掘され、一時は日本屈指の銀山であった、江戸時代の飢饉による閉山の際などは会津藩が手厚く保護し、その後も藩の台所の一翼を担い続けた。最盛期には1000戸の家々が軒をつらね、郵便局や刑務所、やや離れた傾城沢には遊廓もあった。銀が100貫とれた年は櫓が建てられ、「月が出た出た銀山峠　煙でよごれて化粧なおし　月が出たよだ銀山峠　さぞや馬子さんあかりかろ」と踊りがたったという。なお古くは「軽沢」「軽ィ沢」と書いたが、同じ河沼郡にある束松村（現・西会津町束松）の軽沢（かるさわ）と紛らわしいため今の字を当てたという。
明治時代に閉山となり、昭和に入って日本鉱業によって再調査されたが、事業再開には至っていない。
場所
- 福島県河沼郡柳津町軽井沢字銀山（JR只見線会津柳津駅から南に約6.5km）

生産量
- 3750kg/年（明治25年1892年）、4トン/年（明治26年1893年）実績（全国6位）

鉱脈
- 銀山峠（西勝峠）の東斜面にあり、第三紀凝灰岩が流紋岩に貫かれている。流紋岩体中央部のケイ化および粘土化した部分に網状に走る鉱脈で、西側の「梵天鉱脈」は南北に200ｍ・幅150ｍ・深さ200ｍ、東側の「銀盛鉱床」は延長50ｍ・幅50ｍ・深さ50ｍの鉱画を有する。ともに鉱石は黄鉄鉱、閃亜鉛鉱、方鉛鉱を主に輝銀鉱も産する。

## 歴史
- 1558年（永禄元年）：村民松本左文治が発見（発見については諸説あり）
- 1559年（永禄2年）：蘆名盛氏が採掘開始
- 1565年（永禄8年）：銀山街道の宿場として下荒井が整備される
- 1575年（天正3年）：月々製銀900斤
- 1612年（慶長17年）：前年の会津地震により閉山
- 1616年（元和2年）：加藤嘉明が再開。銀山に1000戸の家が建つ、下荒井宿賑わう
- 1642年（寛永19年）：飢饉により閉山
- 1643年（寛永20年）：保科正之が来封、軽井沢銀山制できる
- 1644年（寛永21年）：保科正之が再開
- 1716年 - 1735年：最盛期
- 1736年（元文元年）：銀山閉山、下荒井宿さびれる。
- 1783年（天明3年）：再開するも、深刻な飢饉により閉山
- 1790年（寛政2年）：再開（この頃より街道道標が整備される）
- 1834年（天保4年） : 閉山
- 1879年（明治12年）：古生銀三郎・大島高任・古河市兵衛が経営
- 1886年（明治19年）：オーガスチン精錬法導入
- 1889年（明治22年）11月7日：銀山新道落成
- 1895年（明治28年）：銀山に電灯がともる（福島県内で1番早い）
- 1896年（明治29年）：合理化により突然閉山（金本位制の本格導入等）

## 銀山街道
銀山街道は、現在の会津若松市大町札の辻を起点として、軽井沢銀山を経由し南会津郡只見町小林（伊北郷）まで18里（約72km）を結ぶ街道である。会津若松市大町・札の辻から西へ伸び、柳津町内までは現在の福島県道59号会津若松三島線とほぼ平行する。
江戸時代には銀山で産出された銀が若松城下へ運ばれ、また城下からは資材・触媒としての塩が銀山へ運ばれていた。もともと中世には伊南・伊北街道と称されていて、会津盆地とお蔵入地を最短で結び、八十里越や六十里越を通して越後を結ぶ主要な街道であった。途中には下荒井・逆瀬川（現・佐賀瀬川）など主な宿場もあり繁栄した。
天保国絵図によれば御旗町（おはたまち） - 西柳原（柳原町） - 蟹川の渡し（蟹川橋付近）- 下荒井宿 - 銀山橋 - 会津美里町四軒茶屋 - 根岸中田（根岸駅付近） - 新鶴温泉付近（道標あり） - 逆瀬川宿 - 槻曽根（つきのそね） - 松坂峠 - 柳津町軽井沢宿 - 銀山札の辻 - 銀山峠（西勝峠） - 五畳敷（ごじょうじき）- 西山温泉砂子原（すなごはら）宿 - 小野川原 - 石神峠 - 大谷宿 - 間方 - 美女峠 - 昭和村野尻宿 - 吉尾峠（よしゅうとうげ） - 只見町布沢（ふざわ）宿を経て小林宿で沼田街道へ繋がっていた。
なお一般的には、会津美里町逆瀬川 - 松坂 - 柳津町軽井沢のルートが知られているため、幕末から明治の初めに、ルートが改められたことが考えられる。

## 御巡見街道
江戸時代、計9回にわたり、江戸幕府からお蔵入り領である田島村を経て、時計周りに諸国巡見使が入ったことが知られている。ルートとしては、田島宿～国道289号～小林宿から銀山街道～吉尾峠～野尻宿～美女峠～大谷宿～石神峠～神の湯～砂子原宿～銀山峠～軽井沢銀山～柳津～塔寺宿～坂下宿～高田宿～大寺～猪苗代となる。軽井沢銀山から逆瀬川・下荒井を経由したことは書かれていないため特に御巡見街道と記した。

## 銀山新道
明治時代に作られた、会津若松市内と軽井沢銀山をより短く結んだ新道。赤留峠・旧会津高田町市街を経由し、今の福島県道53号・国道401号に相当する。
三島通庸知事が会津三方道路に着手した際、かつての下野街道が通らなくなって危機感を抱いていた会津若松市材木町、飯寺などの有志が、佐治幸平らと、軽井沢銀山～若松市内を結ぶ最短ルートになることに目をつけ推進した。
若松市内 - 飯寺（にいでら） - 高田橋 - 古舘（ふるだて）  - 高田 - 赤留（あかる）- 赤留峠 - 中ノ山 - 二岐（ふたまた） - 市野峠 - 軽井沢（軽井沢以西は上に同じ）のルートで、1889年（明治22年）に整備された。特に高田橋から旧会津高田町入口までは、正確に測量されたため当時としては珍しいほど一直線である。記念碑（共益碑）は会津若松市北会津町の消防署小松出張所脇に残されている。

## 遺構
現在、坑道は閉鎖され建物はほとんど取り壊されて、巨大なレンガ製の溶鉱炉煙突のみが当時の威容を物語っているが、煙突上部の崩壊が始まっており接近は危険である。